# Masegosa
Masegosa é um município da Espanha, na província de Cuenca, comunidade autônoma de Castela-Mancha. Tem 30,2 km² de área e em 2021 tinha 61 habitantes (densidade: 2 hab./km²). Limita com os municípios de Cuenca, Beteta, Cueva del Hierro e Lagunaseca.